# O Livro das Ilusões
The Book of Illusions é um romance de Paul Auster de 2002.Segundo Auster, ...não é um livro sobre a morte mas sobre a perda e a aflição. Durante a produção do O Livro das Ilusões, Auster paralisou sua carreira de cineasta e roteirista e havia iniciado o livro seguinte Oracle Night (que possuía 90 páginas escritas quando do lançamento do O Livro das Ilusões)

## Enredo
Em O Livro das Ilusões, romance da autoria de Paul Auster, David Zimmer entra em depressão após a morte da mulher e dos filhos num acidente de avião. Para fugir ao desespero, David entrega-se à escrita de um livro sobre Hector Mann, um virtuoso do cinema mudo dado como desaparecido em 1929.
Após a publicação da obra, David aceita traduzir as "Memórias do Túmulo", de Chateaubriand, e refugia-se num lugar perdido para fazer face à hercúlea tarefa que se impôs. É então que recebe uma estranha carta proveniente de uma pequena cidade do Novo México, supostamente escrita pela mulher de Hector: «Hector leu o seu livro e gostaria de encontrá-lo. Está interessado em fazer-nos uma visita?». Zimmer, incrédulo, hesita. Mas uma noite uma jovem mulher bate-lhe à porta e obriga-o a decidir-se, transformando para sempre a sua vida.
Narrada pela jovem mulher, a história do extraordinário e misterioso Hector Mann é o fio condutor de "O Livro das Ilusões". Mas o poder descritivo de Paul Auster transporta-nos bem para lá da magia do cinema mudo e mergulha-nos num universo muito pessoal, em que o cómico e o trágico, o real e o imaginado, a violência e a ternura se misturam e se dissolvem.
O livro foi finalista da edição de 2004 do Prêmio Literário Internacional IMPAC de Dublin.

## Crítica
O livro foi lançado no Brasil em novembro de 2002 pela Companhia das Letras. O crítico Sérgio Dávila do jornal Folha de S.Paulo entrevistou Auster em Nova Iorque e escreveu que:
"...Não, "O Livro das Ilusões" não acrescenta nenhuma novidade ao universo austeriano, assim como o décimo CD de Tom Waits era praticamente idêntico ao anterior. Mas, nesse caso, quem quer novidades?...— Sérgio Dávila, Folha de S.Paulo, 9 de novembro de 2002
Haroldo Ceravolo Sereza, escrevendo matéria de página inteira para o Caderno 2 d' O Estado de S. Paulo fez um paralelo entre o O Livro das Ilusões e o ilusionismo, pela forma como a história é contada, com elementos que aparecem e desaparecem ao longo do texto:
"...o livro cria a falsa sensação de que o escritor tudo controla, inclusive o acaso.— Haroldo Ceravolo Sereza, O Estado de S. Paulo, 7 de novembro de 2002
No Jornal do Brasil, Carla Rodrigues escreveu:
"...Em "O Livro das Ilusões", a genialidade de Auster transbordou em uma história que leva às últimas consequências sobre a vida, a morte, a existência e a não-existência...— Carla Rodrigues, 
No Correio Braziliense, Carlos Tavares escreveu:
"...Em "O Livro das Ilusões", Paul Auster utiliza recursos linguísticos do cinema...para produzir obra de ficção sobre perdas e a extrema capacidade de superar a tragédia, transformando-a muitas vezes no móvel da criação artística ou em espécie de labirinto que pode estender suas alças, de forma imprevisível à busca do amor ou da motivação para a vida...— Carlos Tavares, Correio  Braziliense, 4 de janeiro de 2003